# Collide (Mark Shreeve)
Collide is het enige livealbum van Mark Shreeve solo, althans het verscheen onder zijn naam. Shreeve stond echter niet alleen op het podium, hij werd vergezeld door James Goddard en Julian Shreeve. Daarmee is het eigenlijk geen soloalbum van Shreeve, maar het eerste album van Red Shift. De muziek is echter alleen van Shreeve, maar in sommige nummers is het opdringerige geluid van de Redshift-albums al te horen. Dit zou verder uitgewerkt worden op Shreeves laatste soloalbum (gegevens 2011) Nocturne. Collide bevat opnamen van het concert dat Shreeve en consorten gaf op 12 maart 1994 tijdens de EMMA-dagen (EMMA was een festival voor elektronische muziek) dat gehouden werd in de Derby Assemble Rooms.

## Musici
- Mark Shreeve – synthesizers, elektronica
- Julia Shreeve – idem en gitaar
- James Goddard - synthesizers

## Muziek
Alle van Mark behalve track 7 door Julian

| Nr. | Titel               | Duur |
| --- | ------------------- | ---- |
| 1.  | Balles de comique   | 2:15 |
| 2.  | Graveraver          | 4:54 |
| 3.  | Flagg               | 7:12 |
| 4.  | If                  | 5:29 |
| 5.  | Storm column        | 6:06 |
| 6.  | Wardance            | 8:23 |
| 7.  | Pan-Galactic anorak | 3:16 |
| 8.  | Darkness comes      | 8:08 |
| 9.  | The stand           | 5:22 |
| 10. | Meateater           | 4:42 |
| 11. | Crash head          | 5:25 |
| 12. | Assassin            | 6:57 |